# Дюссельдорфська академія мистецтв
Дюссельдорфська академія мистецтв (нім. Kunstakademie Düsseldorf) — державний вищий художній заклад у столиці землі Північний Рейн-Вестфалія місті Дюссельдорфі. Це — одна з найстаріших художніх шкіл (академій) Німеччини.

## Історія
Дюссельдорфська академія мистецтв була створена у 1773 році курфюрстом Карлом Теодором як Академія малярства, скульптури і архітектури.
У 1819 році перейменована у Королівську академію мистецтв Рейнської провінції Пруссії.

## Керівники академії
- 1773—1789 — Ламберт Краге
- 1789—1806 — Йоган Петер фон Лангер
- 1819—1824 — Петер Йозеф фон Корнеліус
- 1826—1859 — Фрідріх Вільгельм фон Шадов
- 1859—1867 — Едуард Юліус Фридріх Бендеман
- 1895—1908 — Йоган Петер Теодор Янсен
- 1908—1924 — Фридріх Ребер
- 1924—1933 — Вальтер Кесбах
- 1933—1937 — Петер Грунд
- 1937—1945 — Еміль Фаренкамп
- 1945—1946 — Евальд Матаре
- 1946—1949 — Вернер Геусер
- 1949—1954 — Хейнріх Кампс
- 1959—1965 — Ганс Швіпперт
- 1965—1972 — Едуард Трір
- 1972—1981 — Норберт Крікке
- 1981—1988 — Ірмін Камп
- 1988—2009 — Маркус Люперц
- 2009—2013 — Тоні Креґ
- 2013—2017 — Ріта Макбрайд
- з 01.08.2017 — Карл-Гайнц Петцінка